# The Strange Thing About the Johnsons
The Strange Thing About the Johnsons è un cortometraggio del 2011 scritto e diretto da Ari Aster, al suo esordio alla regia.

## Trama
Lo scrittore Sidney Johnson coglie per sbaglio suo figlio di dodici anni, Isaiah, nell'atto di masturbarsi. Imbarazzato, si scusa e lo rassicura che si tratta di qualcosa di perfettamente naturale, senza avere idea che il figlio si stesse masturbando su una sua fotografia.
Quattordici anni dopo, durante il banchetto nuziale di Isaiah, sua madre Joan scopre il figlio intento di nascosto ad avere un rapporto orale con Sidney, visibilmente non consenziente; incapace di accettare ciò che ha visto, Joan continuerà a far finta di niente anche davanti alle situazioni più palesi. Il marito dal canto suo le lascia una propria autobiografia di 300 pagine, Cocoon Man, scritta in segreto, in cui racconta oltre un decennio di abusi sessuali subiti per mano del figlio. Isaiah però scopre per primo il libro e lo brucia, costringendo poi il padre terrorizzato a eliminare ogni file di Cocoon Man dal suo PC.
Tempo dopo, i Johnson ospitano una festa, a cui partecipano anche Isaiah e sua moglie. Dopo la fine della serata, Isaiah insiste per rimanere con una scusa e cerca il padre, ma quest'ultimo è chiuso a chiave in bagno ad ascoltare un audiolibro di auto-aiuto; infuriato, Isaiah sfonda la porta e lo stupra. La mattina seguente, Sidney prende una copia segreta di Cocoon Man nascosta sotto le assi del pavimento, ma, scoperto da Isaiah, scappa in strada, dove muore investito.
Dopo il funerale, Joan affronta infine il figlio, che diventa violento, costringendola a ucciderlo per autodifesa. Distrugge poi l'ultima copia di Cocoon Man.

## Produzione
Il film è stato la tesi di laurea di Aster all'AFI Conservatory, la scuola di specializzazione dell'American Film Institute che frequentava. L'idea era nata qualche anno prima, quando assieme ad alcuni amici, tra cui Brandon Greenhouse, aveva discusso di argomenti considerati "troppo tabù per essere esplorati, e così siamo arrivati a tabù che non erano nemmeno tabù, perché erano semplicemente inconcepibili, e il più popolare era quello di un padre molestato dal figlio".

Aster ha descritto le conseguenze della scelta di quel tema per il film come "una strada tutta in salita", siccome: 
Il tema del film ha anche reso difficile ottenere finanziamenti per il progetto. La famiglia protagonista è diventata afroamericana dopo il coinvolgimento di Greenhouse come interprete di Isaiah. Tra gli altri compagni di corso del regista che hanno lavorato al film ci sono stati Alejandro De León, Brady Hallongren, Nathan W. Bailey e Paweł Pogorzelski.
Il film è stato girato in pellicola 35mm. Le riprese sono durate sei giorni, più altri due di riprese aggiuntive.

## Distribuzione
La prima proiezione pubblica del film è stata allo Slamdance Film Festival il 22 gennaio del 2011. Nel novembre dello stesso anno, il corto è trapelato online, venendo caricato su siti di video sharing come WorldStarHipHop e YouTube.

## Accoglienza
Dopo la sua apparizione su Internet, il cortometraggio è diventato virale in poche settimane, fatto dovuto, secondo Malcolm Harris dell'Huffington Post, al suo essere «in egual modo provocazione, attuale e, soprattutto, divisivo». Ivan Kander del sito Short of the Week ha notato come nella sezione commenti del video su YouTube si potesse «trovare davvero di tutto, da lodi sperticate fino al più nauseato sprezzo». Oltre che per le situazioni mostrate, il film è stato oggetto di controversie per la sua rappresentazione di una famiglia afroamericana da parte di un regista bianco.